# 亀岡街道
亀岡街道は、大阪より北摂を経由して丹波の亀岡（現・京都府亀岡市）に通じていた、全長約33.96kmの旧街道である。古来から丹波の薪炭・農産物の大阪市内への輸送路であった。
経路は淀川や神崎川の流路変更などにつれ変遷している。1903（明治36）年の資料（大阪府誌）では、起点は大阪市内高麗橋である。起点より天神橋筋を北上、長柄に出て淀川（旧中津川）を渡り、堤防を約4キロ半東進して新庄村に入り、吹田の渡しで神崎川を渡河し吹田村に入る。高浜神社前で吹田街道と分岐、鉄道線路を横断し岸部村市場池脇にて小野原街道と別れ、味舌村、山田村を過ぎ、宇ノ辺に於いて更に高槻街道と別れ、北進して春日村に入り中河原で国道に沿うこと100m、分かれて福井村に至り、佐保川（茨木川）に沿い佐保に出て、字馬場、庄之本等を横ぎり、断崖絶壁の間の清流を溯って泉原に出て、東泉原川に沿い国見山の東山麓を迂回して萩の阪に出る。桶藤より見山村に入り、垂水峠の最低部を通過し音羽「ヲサイト」の寒村を経由、豊能郡東能勢村大字木代に入り、同村余野で池田からの余野街道と合流、県境を越えて京都府南桑田郡に通じる。地勢は大阪市より吹田間は平地もしくは堤塘上で平坦、吹田より福井は多少の屈曲ありといえども平易。幅は約一間ないし二間である。
福井村より豊能郡東能勢村に至る区間は1892（明治25）年の開通である。同年以前の旧亀岡街道は清阪街道を経由する、現在の大阪府道43号線に該当していた。当該区間は現在でも大阪府有数の悪路で、石河村大字大岩までは国見峠、神阪等の難所があり、行程一里のうち高低差130m以上あるうえ道幅狭小の上屈曲して、重量物の輸送に適さなかった。よって迂回路を開通し、この難渋を解決したという。
現在、明治時代の旧街道は大阪市内から茨木市まで大阪府道・京都府道14号大阪高槻京都線にほぼ沿った住宅街の中の裏道となり、各所に残存する旧道標や説明版に痕跡を残すのみで一部は消失しているが、昭和初期の地図には大阪高槻京都線を亀岡街道と表記したものがある。茨木市福井から豊能町役場までは、現在の大阪府道110号余野茨木線、その後亀岡までは国道423号となっている。